# Олег (бронепалубний крейсер)
«Олег» (рос. Олег) — бронепалубний крейсер типу «Богатир» Російського імператорського флоту. Призначався для виконання функцій крейсера-розвідника при ескадрі та спільних дій з міноносцями. Корабель відрізняла висока (для свого часу) швидкість ходу при оптимальному поєднанні наступальних та оборонних характеристик. На відміну від крейсера «Варяг» — головного корабля умовної серії, третина 152-мм гармат була поміщена в баштах, а інші розміщені за бронещитами або в казематах. «Олег» належав до класу найкращих представників середніх бронепалубних крейсерів російського імператорського флоту.
«Олег» був закладений 20 липня 1902 року на верфі Нове Адміралтейство у Санкт-Петербурзі. 27 серпня 1903 року він був спущений на воду, а 25 жовтня 1904 року увійшов до складу ВМФ Російської імперії. Під час російсько-японської війни входив до складу 2-ої Тихоокеанської ескадри Балтійського флоту. Після розгрому росіян у Цусімській битві пішов у Манілу, де був інтернований місцевою владою. У Першій світовій війні брав участь у рейдових і мінно-загороджувальних операціях на комунікаціях противника, прикривав активні мінні постановки флоту. Брав участь у Лютневій революції. 7 листопада 1917 року увійшов до складу Червоного Балтійського флоту. З 27 по 29 листопада 1918 забезпечував висадку десанту в Нарвенській затоці.
17 червня 1919 року під час патрулювання у Фінській затоці був торпедований та потоплений британським торпедним катером. У 1938 році був піднятий Балтійською партією ЕПРОН і зданий «Главвторчермету» на брухт.

## Історія служби

### Російсько-японська війна
Під час Російсько-японської війни крейсер «Олег» входив до складу Другої Тихоокеанської ескадри, яка відпливла з Балтійського моря навколо світу, щоб зняти японську блокаду російської Тихоокеанської ескадри в Порт-Артурі. Крейсер, пройшовши Середземним морем і Суецьким каналом приєднався до основних сил адмірала Рожественського на о. Мадагаскар.
У ході Цусімської битви крейсер, разом із бронепалубним крейсером «Аврора», відбивав атаки японських крейсерів. До вечора крейсер отримав близько 10 пробоїн від японських броненосних крейсерів 1 класу «Ніссін» і «Касуга». На кораблі розпочалася пожежа, утворився крен на правий борт до 15 градусів. Крейсери «Олег», «Аврора» і «Жемчуг» вирушили до нейтрального порту — Маніли, де й були інтерновані.
У бою загинуло 13 членів екіпажу, 31 був поранений.
У березні 1906 року крейсер повернувся на Балтику.

### Перша світова війна

#### Кампанія 1914 року
З жовтня командування Балтійського флоту активізувало постановку мінних загороджень у південній частині моря, на маршрутах життєво важливих для Німеччини комунікації, за якими здійснювалося перевезення зі Швеції залізної руди. Крейсери «Рюрик», «Росія», «Адмірал Макаров», «Олег» та «Богатир», ескадрені міноносці, мінні загороджувачі «Амур» і «Єнісей», виставили 14 мінних загороджень (всього 1598 мін). У результаті на мінних полях німці втратили в 1914—1915 рр. панцерний крейсер «Фрідріх Карл», 4 тральщики, 2 або 3 сторожові кораблі і 14 пароплавів. Крім того, в результаті підриву отримали пошкодження крейсери «Аугсбург» і «Газелле», 3 міноносці й 2 тральщики.

#### Кампанія 1915 року
1 липня 1915 року російські крейсери «Адмірал Макаров» (флагман), «Баян», «Богатир», «Олег», «Рюрик» та 8 есмінців під командуванням контрадмірала Бахірєва вийшли в море для обстрілу Мемеля. У той же день загін німецьких кораблів (крейсери «Роон», «Аугсбург» (флагман) і «Любек», мінний крейсер «Альбатрос», 7 міноносців) вийшов для постановки мін поблизу маяка Бокшер біля Або-Аландського району.
О 7:30 2 липня російські кораблі виявили біля острова Готланд «Аугсбург», «Альбатрос» і 3 есмінці й відкрили по них вогонь. У результаті морського бою, німецький крейсер «Аугсбург», користуючись перевагою у швидкості ходу, відірвався від переслідувачів, а «Альбатрос» потрапив під щільний артилерійський вогонь крейсерів «Богатир» та «Олег», і намагаючись сховатися у шведських територіальних водах, викинувся на берег біля острова Естергорн, де згодом був інтернований шведами.

#### Кампанія 1916 року
Кампанії 1916 року на Балтійському морі передувало тривале затишшя у воєнних діях. 26 травня (8 червня) «загін особливого призначення» під командуванням контрадмірала Трухачова П. Л., до якого входили крейсери «Рюрик», «Олег» та «Богатир» і 12 есмінців вийшли в район Ландсорт — Готланд — північний край острова Еланд, намагаючись перехопити німецький караван з великим вантажем залізної руди.
Але, в результаті морського бою російський флот не здобув визначеної цілі й відступив до своїх баз.

### Червоний Балтійський флот

#### Льодовий похід
У лютому 1918 року, в ході мирних переговорів радянської Росії з Четверним союзом у Бересті виникла реальна загроза захоплення російських кораблів, що базувалися в Ревелі (Таллінні). Кораблі необхідно було терміново переводити в Кронштадт. Другий загін у складі лінкорів «Андрій Первозванний», «Республіка», крейсерів «Олег», «Баян», 3 підводних човнів і 2 портових криголамів спішно вийшов 5 квітня зі Гельсінгфорса. 10 квітня кораблі 2-го загону, за винятком одного з підводних човнів, що отримав пошкодження і повернувся до Гельсінгфорса, прибули в Кронштадт.

#### Загибель корабля
У червні 1919 року у форті «Красна Гірка» та батареї «Сіра Лошадь» спалахнуло антибільшовицьке повстання. Для придушення збройного виступу проти радянської влади було організовано загін кораблів, що складався з лінкорів «Петропавловськ» та «Андрій Первозванний», крейсера «Олег» та ескадрених міноносців «Гавриїл», «Свобода» та «Гайдамак». 13 червня ввечері кораблі вийшли в море і розпочали обстріл форту та прилеглих позицій. В обстрілі форту брали участь також есмінець «Всадник». Вночі з 17 на 18 червня, коли «Олег» стояв на якорі у Фінській затоці, він був торпедований британським торпедним катером CMB 4 під командуванням кептена Аґастеса Еґера. В результаті влучення торпеди в лівий борт крейсер затонув.
У 1938 році був піднятий Балтійською партією ЕПРОН і зданий «Главвторчермету» на брухт.